# Piotr III Romanow
Piotr III Fiodorowicz, Пётр III Фёдорович (ur. 21 lutego 1728 w Kilonii, zm. 6 lipca?/17 lipca 1762 w Ropszy k. Sankt Petersburga) – cesarz Rosji od 5 stycznia do 9 lipca 1762 r., książę Holsztynu od 1739 r., syn Anny Piotrowny i Karola Fryderyka.

## Pochodzenie
Urodził się 21 lutego 1728 r. w Kilonii. Był jedynym synem Anny Piotrownej, cesarzówny rosyjskiej i Karola Fryderyka, księcia Holsztynu. Ze strony matki jego dziadkami byli Piotr I Wielki, cesarz Rosji i Katarzyna I, która po śmierci męża objęła samodzielne rządy. Jego babką po mieczu była Jadwiga Zofia Wittelsbach, starsza siostra władców Szwecji: Karola XII i Ulryki Eleonory.
Otrzymał imiona Karol Piotr Ulryk na cześć ojca, dziadka i ciotki swego ojca. Małżeństwo jego rodziców zostało zawarte w 1725 r. Po śmierci Katarzyny I Anna Piotrowna krytykowała faworyta zmarłej  Aleksandra Mienszykowa; ten, chcąc pozbyć się wrogów, przekonał małżonków do opuszczenia Rosji. W drugiej połowie 1727 r., po otrzymaniu ponad miliona florenów, książę i księżna zamieszkali w Holsztynie. 
Karol nigdy nie poznał swojej matki; Anna Piotrowna zmarła w połogu - przeziębiła się obserwując bal wydany z okazji narodzin syna. Narodziny wnuka Piotra Wielkiego i jednocześnie kuzyna ówczesnego cesarza Piotra II uczczono również w Moskwie.
Z uwagi na brak potomków Karola XII i Ulryki Eleonory, a także skomplikowaną sytuację dynastyczną w Rosji, był potencjalnym dziedzicem tronu Szwecji i Rosji.

## Następca tronu
Wychowywany na dworze holsztyńskim wśród oficerów i ordynansów, był dzieckiem chorowitym, słabym, skłonnym do popędliwości. Od najmłodszych lat zachowanie Piotra budziło niepokój jego najbliższych. Początkowo przygotowywano go do objęcia tronu szwedzkiego, ale caryca Elżbieta zmieniła plany i wyznaczyła go na swego następcę. W 1742 wyjechał do Rosji. Zmienił wyznanie. Na jego nowego wychowawcę wyznaczony został ojciec Symeon, który próbował z marnym skutkiem kształtować młodego księcia. Do końca życia Piotr nie nauczył się mówić poprawnie po rosyjsku. Nie stronił od uczt i pijatyk. Jedyne sukcesy odnosił w nauce tańca.

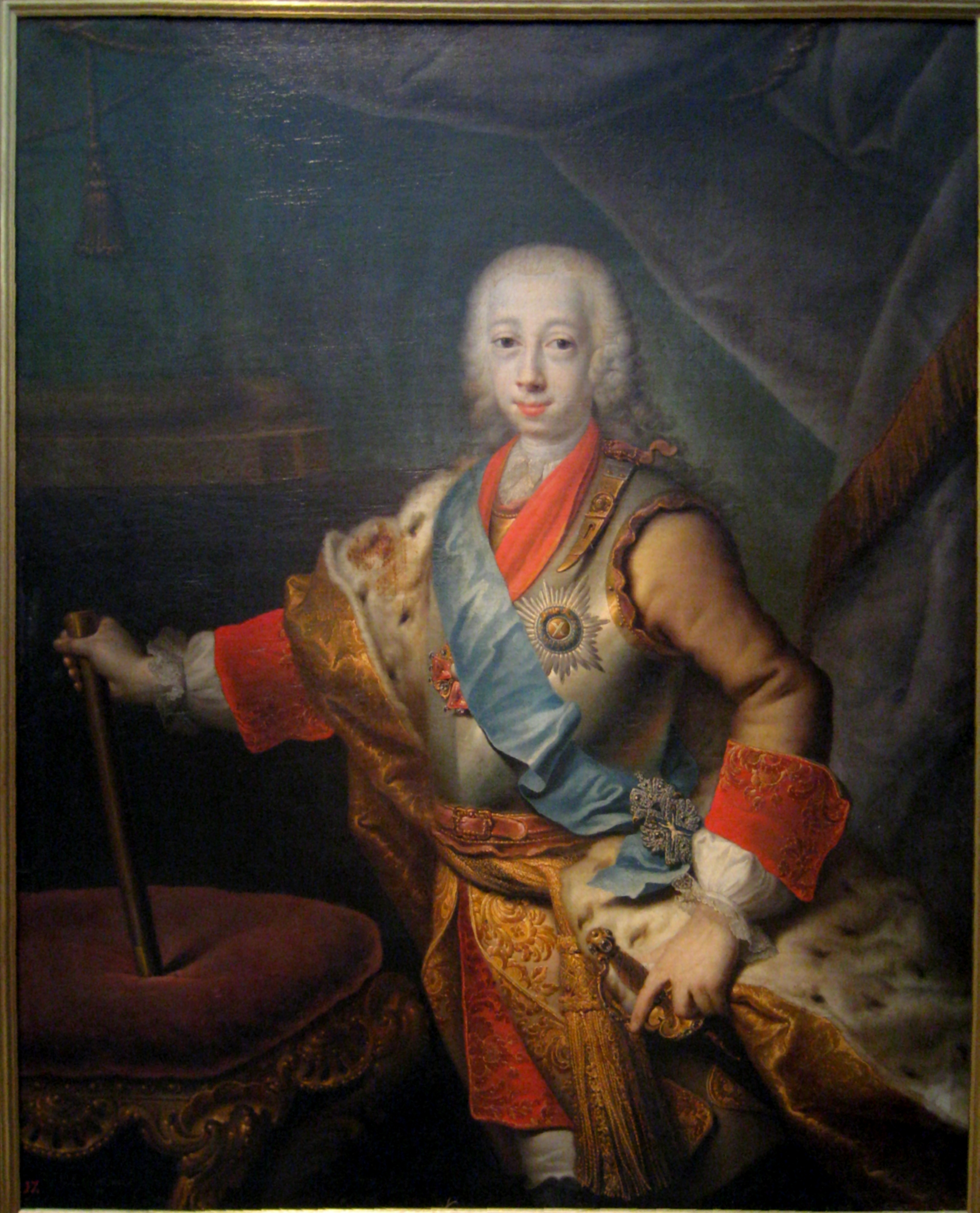
Cesarz Piotr III

Na żonę dla niego wybrano niemiecką księżniczkę Zofię von Anhalt-Zerbst, która później przybrała imię Katarzyny. Młodzi narzeczeni stanowili wyjątkowo niedobraną parę. Różnili się temperamentami, charakterami, a także urodą. Na początku 1745 następca tronu zachorował na ospę. Choroba zeszpeciła i tak już mało pociągającą sylwetkę Piotra. Był wychudzony, łysy, miał blizny na twarzy. Katarzyna czuła do niego obrzydzenie, ale umiała je świetnie maskować. Ślub odbył się 21 sierpnia (1 września) 1745. Uroczystości weselne trwały dziesięć dni. Młodzi małżonkowie nie żyli ze sobą, ale obok siebie. Piotr nie przejawiał większego zainteresowania żoną, w tym erotycznego, a dodatkowo cierpiał z powodu stulejki. Katarzyna nie pozostawała mu dłużna. W 1754 urodził się syn Piotra i Katarzyny, wielki książę Paweł Piotrowicz, przy czym ojcostwo Piotra było dyskusyjne. Od czasu narodzin Pawła stosunki między małżonkami dotychczas złe, prawie w ogóle ustały. Nigdy już nie wyszły poza oficjalne ramy przewidziane protokołem.
Istniała również legenda, jakoby Katarzyna II urodziła martwe niemowlę, które potem potajemnie podmieniono na żywe, urodzone we wsi Kotły, niedaleko Oranienbaumu. Caryca Elżbieta miała nie pozwolić dotykać owego dziecka małżonce Piotra Fiodorowicza, w zamian za 100 tysięcy rubli. Ojca dziecka, luterańskiego pastora, wraz z żoną i rodziną wysiedlono na Kamczatkę. Wieś Kotły zrównano z ziemią.
W okresie przed objęciem władzy Piotra interesowały głównie sprawy rodzinnego Holsztynu. Prawo do władania księstwem uzyskał wraz z dojściem do pełnoletniości. Stało się to w 1745. W 1746 mianował swego wuja Augusta administratorem księstwa. Otaczał się radą złożoną wyłącznie z Holsztyńczyków. Piotrowi zależało głównie na odzyskaniu Szlezwiku. Toczył w tej sprawie negocjacje z Danią. Oficjalne stanowisko Rosji w tej sprawie było neutralne, choć nieoficjalnie Elżbieta i Bestużew popierali duńskie pretensje do Szlezwiku. Poza sprawami holsztyńskimi nie interesowała go wielka polityka. Przerastała ona jego możliwości i gubił się w jej meandrach. Od 1757 śledził z uwagą działania wojsk pruskich i rosyjskich w wojnie siedmioletniej. Nie ukrywał swej niechęci do prowadzonej wojny, co nie pozostało bez wpływu na działania armii rosyjskich podczas całej kampanii.
Następca tronu miał liczne zainteresowania. Kochał muzykę włoską i pokazy sztucznych ogni. Grał na skrzypcach. Interesował się malarstwem. Prowadził uregulowany tryb życia. Wstawał o siódmej rano. Wysłuchiwał meldunków z kraju i z zagranicy. Ubrany w pruski mundur uczestniczył w paradzie wojskowej. Jadł obiad. Potem przyjmował interesantów i dyplomatów. Wieczorem uczestniczył w licznych zabawach albo słuchał koncertów.

## U władzy

### Wojna siedmioletnia
Piotr, już jako Piotr III objął władzę po śmierci cesarzowej Elżbiety 5 stycznia 1762. Od samego początku sprawowania władzy przystąpił do zmian w polityce wewnętrznej i zagranicznej. Zmieniła się orientacja polityczna rządu rosyjskiego. Piotr III uwielbiał Prusy i ich króla Fryderyka II, a nienawidził Rosji. Dlatego też po dojściu do władzy natychmiast zarządził przerwanie wojny z Prusami, zawarł z nimi sojusz i wycofał – dotąd zwycięskie – wojska rosyjskie spod Berlina. Był to kolejny „cud domu brandenburskiego”. W przymierzu zawartym z Fryderykiem II Rosja przekazała Prusom całe terytorium zajęte przez armię cesarzowej Elżbiety. Za przykładem Piotra III poszła i Szwecja. Potem Francja i Anglia. Po kolei poszczególne państwa zawierały z Fryderykiem rozejm uwieńczony podpisaniem pokoju w Hubertusburgu 15 lutego 1763. Wrogowie stali się przyjaciółmi. Przy pomocy wojsk pruskich zamierzał rozpętać wojnę z Danią o rodzinny Holsztyn. Razem z królem Prus zamierzał także prowadzić wspólną politykę wobec Rzeczypospolitej. Zachowanie nowego cara wzbudziło głębokie niezadowolenie w kręgach dworskich i wśród szlachty. Zwłaszcza gdy Piotr III oświadczył, iż jako książę holsztyński jest wiernym sługą Fryderyka II.

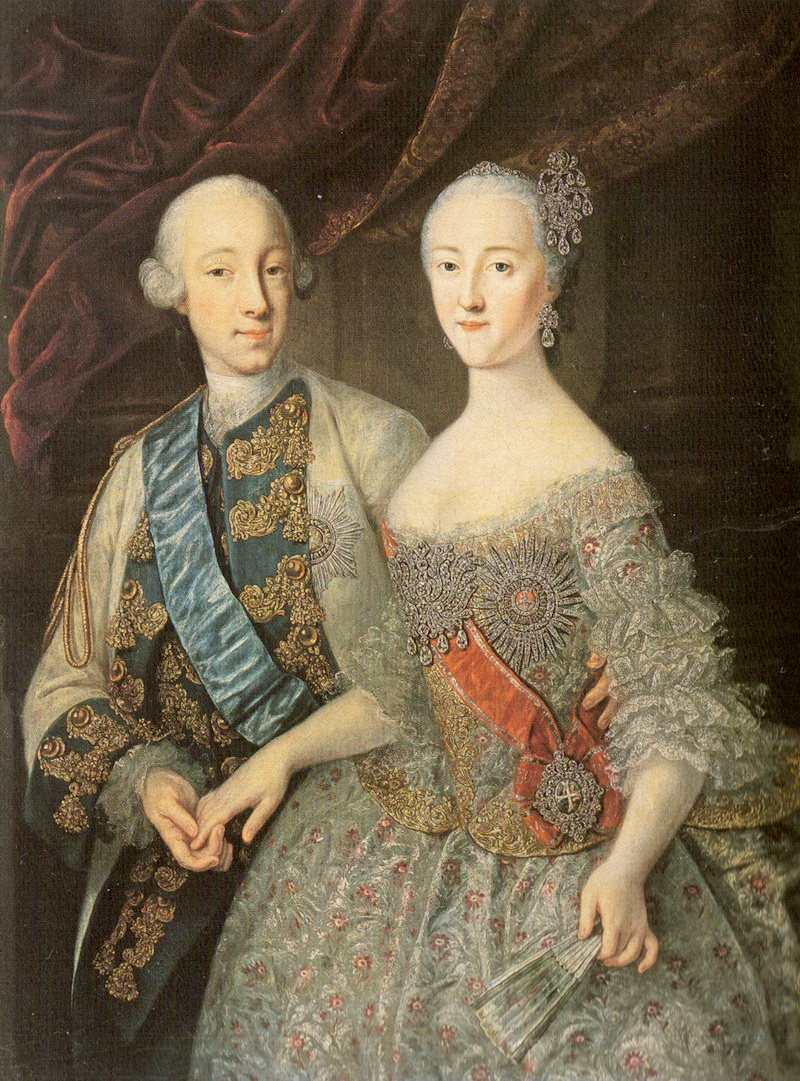
Cesarz Piotr III i Katarzyna II

### Polityka wewnętrzna
Skutkiem propruskiej orientacji cara była nienawiść ze strony szlachty rosyjskiej – do owej urazy przyczyniły się podejmowane przez niego ataki na rosyjską kulturę i tożsamość. Piotr III konsekwentnie realizował swoje niemieckie marzenia. Chciał otoczyć się przede wszystkim holsztyńskimi współpracownikami, aby zaprowadzić w Rosji niemieckie porządki. Po objęciu przez niego władzy wielu członków senatu i urzędników niższego szczebla podało się do dymisji. Piotr III zamierzał przeprowadzić liczne reformy. Zniesiono Tajną Kancelarię, a jej akta złożono do archiwum. Ogłoszono powszechną amnestię. W celu poprawy finansów państwa wypuszczono do obiegu nową monetę. Powstał nowy bank. Majątki ziemskie poddano władzy senatu i kolegium ekonomicznego. Wprowadzono osobnym dekretem nowe prawo wyznaniowe, w którym oficjalnie zrównywano wszystkie religie wobec prawa. W dekrecie o religiach znalazł się zapis o sekularyzacji majątków kościelnych. Do grona niezadowolonych przedstawicieli szlachty dołączyło duchowieństwo prawosławne. Osią niezgody stało się postanowienie cesarza, by w cerkwiach umieszczać wyłącznie ikony Zbawiciela i Matki Bożej oraz zarządzenie o goleniu bród i zmianie ubioru, na wzór duchowieństwa protestanckiego.
W czasie swojego panowania obniżył cenę soli, rozkazał wyremontować port wojenny w Kronsztadzie, nakazał ograniczenie budowy domów drewnianych w Petersburgu, a wznoszone w nim budowle kamienne miały powstawać według zatwierdzanych wcześniej projektów.

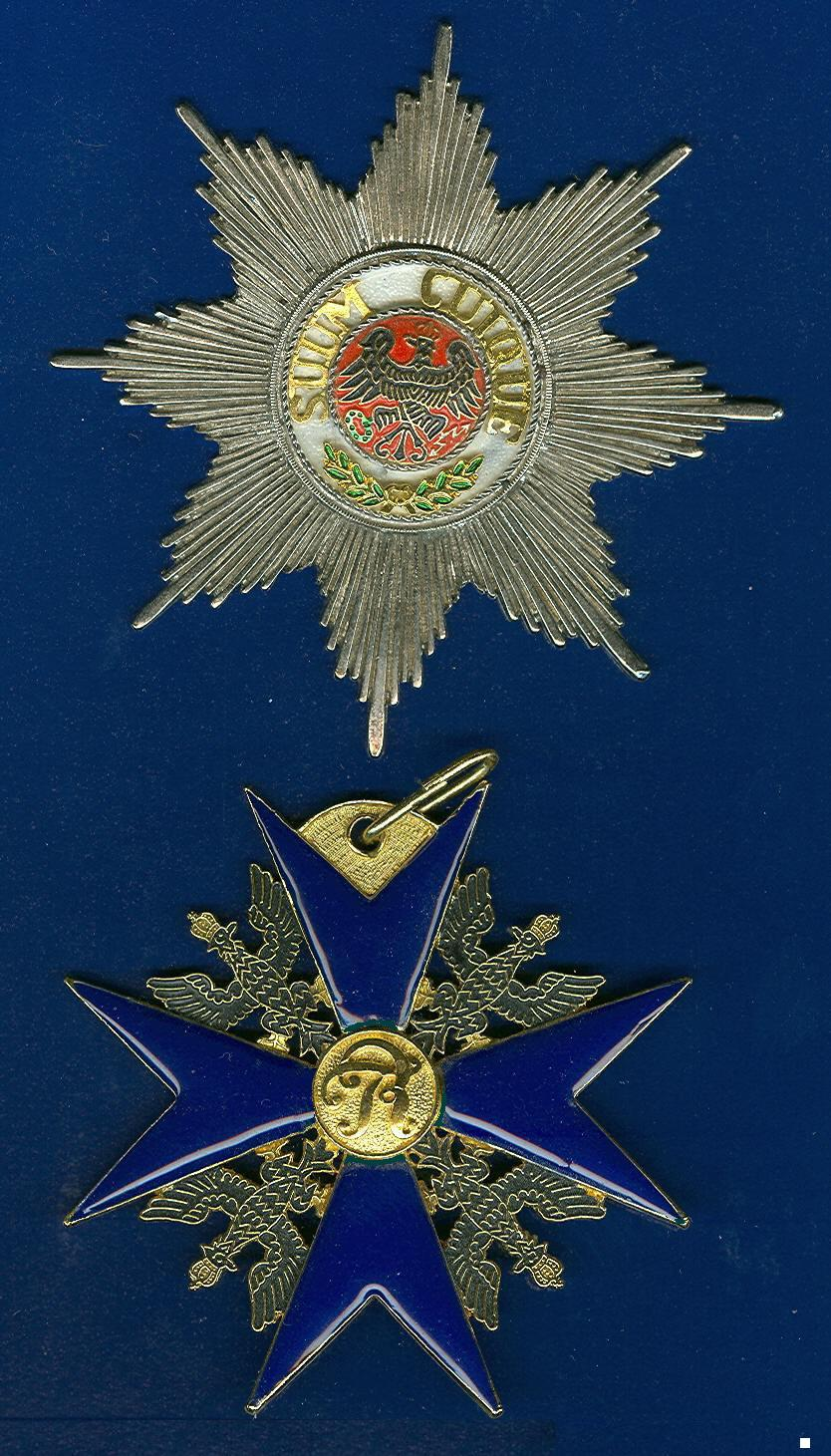
Order Czarnego Orła

### Spisek
Im bardziej Piotr III prowadził politykę proniemiecką, tym większe uznanie w Rosji zyskiwała jego żona Katarzyna. Żona Piotra szybciej zadomowiła się w prawosławnej ojczyźnie. Nauczyła się płynnie mówić po rosyjsku. Demonstrowała publicznie swoje przywiązanie do cerkwi, ostentacyjnie stawiała na kulturę i tradycję rosyjską. Wokół jej osoby zaczęło gromadzić się stronnictwo tych, którzy niezadowoleni byli z rządów Piotra. Został zawiązany spisek mający usunąć cesarza z tronu. Mimo zwiększającej się popularności pozycja Katarzyny w Rosji była jeszcze wciąż słaba. Nie miała dostatecznie silnej legitymacji, by rządzić państwem Romanowów. Aby zwiększyć swoje szanse na przejęcie władzy, musiała pozbyć się „swojego holsztyńskiego konkurenta”.
Na tle Katarzyny zachowanie Piotra spotykało się z coraz większą krytyką. Propaganda stronnictwa Katarzyny rysowała jego postać w czarnych barwach. Car pił, car naruszał święta, car demonstrował swoją niechęć wobec żony publicznie. Popełniał coraz więcej gaf i nietaktów. W obecności dworzan wznosił toast za zdrowie króla Prus, pytając, dlaczego Katarzyna nie podziela jego entuzjazmu. Swoją kochankę Elżbietę Woroncową odznaczył Orderem Świętej Katarzyny. Wydał nawet polecenie aresztowania cesarzowej. Tylko wstawiennictwo Jerzego holsztyńskiego spowodowało anulowanie rozkazu. W czerwcu 1762 wzburzenie na dworze sięgnęło zenitu. O konieczności zmiany mówiono już głośno bez skrępowania. Piotr III na dzień przed zamachem bliski był zdemaskowania spiskowców. Katarzyna ze swoimi stronnikami uprzedziła bieg wydarzeń. Po przybyciu do Pałacu Zimowego wydała manifest, w którym ogłosiła fakt przyjęcia władzy w Rosji jako Katarzyna II. Nowa carowa podkreślała, że jako nowa władczyni całkowicie zrywa z kierunkiem politycznym reprezentowanym przez Piotra III.
Piotr III dowiedział się o spisku bardzo późno. Zaskoczenie było pełne. Kolejni jego dotychczasowi zwolennicy przechodzili na stronę Katarzyny. Feldmarszałek Burkhard Münnich doradzał, aby Piotr wyjechał do Petersburga i spotkał się z ludem. Inni radzili wyjazd do twierdzy kronsztadzkiej. Ostatecznie były cesarz schronił się w Oranienbaumie. Stamtąd wysłał list do Peterhofu, w którym zrzekał się praw do tronu, prosząc o zezwolenie na wyjazd do Holsztynu. Katarzyna zredagowała oficjalny akt „dobrowolnego” zrzeczenia się tronu. Piotr podpisał dokument bez sprzeciwu. Był bezradny. Osadzono go w areszcie domowym w pałacu w Ropszy koło Petersburga. 17 lipca został zamordowany przez oficerów gwardii (najprawdopodobniej, gdyż nie można wykluczyć, że zmarł śmiercią naturalną). W oficjalnym komunikacie jako przyczynę śmierci podano „atak kolki hemoroidalnej”.
Był odznaczony Orderem Orła Białego i pruskim Orderem Orła Czarnego.

## Genealogia
| Fryderyk IV z Holsztynu ur. 18 X 1671 zm. 19 VII 1702 | Fryderyk IV z Holsztynu ur. 18 X 1671 zm. 19 VII 1702 |                                                          |                                                          | Jadwiga Zofia1) ur. 26 VI 1681 zm. 22 XII 1708 | Jadwiga Zofia1) ur. 26 VI 1681 zm. 22 XII 1708 |  |  | Piotr I Wielki ur. 30 V /9 VI 1672 zm. 28 I / 8 II 1725 | Piotr I Wielki ur. 30 V /9 VI 1672 zm. 28 I / 8 II 1725 |                                         |                                         | Katarzyna I2) ur. 5 / 15 IV 1685 zm. 6 / 17 V 1727 | Katarzyna I2) ur. 5 / 15 IV 1685 zm. 6 / 17 V 1727 |
|                                                       |                                                       |                                                          |                                                          |                                                |                                                |  |  |                                                         |                                                         |                                         |                                         |                                                    |                                                    |
|                                                       |                                                       |                                                          |                                                          |                                                |                                                |  |  |                                                         |                                                         |                                         |                                         |                                                    |                                                    |
|                                                       |                                                       | Karol Fryderyk z Holsztynu ur. 30 IV 1700 zm. 18 VI 1739 | Karol Fryderyk z Holsztynu ur. 30 IV 1700 zm. 18 VI 1739 |                                                |                                                |  |  |                                                         |                                                         | Anna Romanow ur. 2 I 1708 zm. 15 V 1728 | Anna Romanow ur. 2 I 1708 zm. 15 V 1728 |                                                    |                                                    |
|                                                       |                                                       |                                                          |                                                          |                                                |                                                |  |  |                                                         |                                                         |                                         |                                         |                                                    |                                                    |
|                                                       |                                                       |                                                          |                                                          |                                                |                                                |  |  |                                                         |                                                         |                                         |                                         |                                                    |                                                    |
|                                                       |                                                       |                                                          |                                                          |                                                |                                                |  |  |                                                         |                                                         |                                         |                                         |                                                    |                                                    |

|                                        |                                        | Katarzyna II3) ur. 2 V 1729 zm. 17 XI 1796       | Katarzyna II3) ur. 2 V 1729 zm. 17 XI 1796       | Piotr III ur. 21 II 1728 zm. 17 VII 1762 | Piotr III ur. 21 II 1728 zm. 17 VII 1762 |  |  |  |  |
|                                        |                                        |                                                  |                                                  |                                          |                                          |  |  |  |  |
|                                        |                                        |                                                  |                                                  |                                          |                                          |  |  |  |  |
|                                        |                                        |                                                  |                                                  |                                          |                                          |  |  |  |  |
| Paweł I4) ur. 1 X 1754 zm. 24 III 1801 | Paweł I4) ur. 1 X 1754 zm. 24 III 1801 | Anna Piotrowna5) ur. 20 XII 1757 zm. 19 III 1759 | Anna Piotrowna5) ur. 20 XII 1757 zm. 19 III 1759 |                                          |                                          |  |  |  |  |

| 1. córka króla Szwecji Karola XI 2. właśc. Marta Skowrońska, prawdopodobnie chłopska córka z Inflant 3. właśc. Zofia Fryderyka Augusta, księżniczka Anhalt-Zerbst 4. Prawdopodobnie ojcem biologicznym był hrabia Sałtykow. 5. Prawdopodobnie ojcem biologicznym był Stanisław August Poniatowski, późniejszy król Polski. |